# General Philip Sheridan
La General Philip Sheridan è una scultura in bronzo che onora la memoria del generale unionista Philip Henry Sheridan. Il monumento venne scolpito dall'artista Gutzon Borglum, meglio conosciuto per il suo design del Monte Rushmore.
Dedicata ufficialmente nel 1908, tra i dignitari presenti alla cerimonia di inaugurazione furono inclusi i membri della Presidenza di Theodore Roosevelt, numerosi ufficiali militari di alto rango, i veterani della guerra di secessione americana e quelli della guerra ispano-americana.
La statua equestre si trova nel centro di Sheridan Circle nel quartiere Sheridan-Kalorama di Washington. L'opera, circondata da una piazza e da un parco pubblico, è uno dei diciotto monumenti della Guerra Civile presenti nella capitale federale che sono stati collettivamente inseriti nel National Register of Historic Places a partire dal 1978.
La scultura e il parco circostante sono di proprietà e gestiti dal National Park Service, un'agenzia federale del dipartimento degli Interni degli Stati Uniti d'America.